# بارگشتدت (شلسویگ-هولشتاین)
بارگشتدت (به آلمانی: Bargstedt) یک شهر در آلمان است که در رندسبورگ-اکرنفورده واقع شده‌است.
 بارگشتدت  ۷۶۱ نفر جمعیت دارد.